# 鄒韜奮
鄒 韜奮（すう とうふん、1895年11月5日 - 1944年7月24日）は、中華民国の教育者・ジャーナリスト。名は恩潤だが筆名の韜奮で知られる。抗日主張を展開した言論人として知られ、中国国民党（国民政府）の安内攘外政策を厳しく批判した。国民政府の弾圧を受け一時拘禁された「七君子」の一人としても著名である。他の筆名には、因公・落霞・心水・秋月・木旦・笑世などもある。本貫は江西省饒州府安仁県。なお、長男は中華人民共和国で国務院副総理を務めた鄒家華、次男は気象学者の鄒競蒙である。

## 事跡

### ジャーナリストへの道
福建省の地方官僚の家庭に生まれる。当初は旧学を学んだが、1909年（宣統元年）に福建工業学校に入学してからは新学に親しんだ。1912年（民国元年）、上海の南洋公学（後の上海交通大学）附属小学に入学し、その後南洋大学（公学改組後の学校名）まで進学している。ここでは父の鄒国珍の希望もあって電気工学を学んだが、結局関心を抱くことができなかった。そのため1919年（民国8年）、上海聖ヨハネ大学に転入して外国文学と教育学を学んだ。
1921年（民国10年）に鄒韜奮は大学を卒業し、当初は上海紗布交易所で英文秘書を担当した。1922年（民国11年）、中華職業教育社に移り、月刊誌『教育與職業』の編輯となる。また、中華職業学校などで英語教師も務めた。この頃、『職業教育概論』などの教育学関連著書も執筆した。
1925年（民国14年）、『教育與職業』は週刊誌『生活』となり、翌年10月に鄒韜奮が主編となった。鄒韜奮は職業教育社社員のみを読者対象としていた同誌の主旨を変更し、一般社会向けの雑誌へと衣替えした。雑誌内において鄒韜奮は職業教育関連のみならず、社会改良主義などの主張も展開している。さらに同誌は、陳調元や王伯群など国民政府高官の腐敗ぶりをも暴く記事を掲載した。

### 抗日言論の展開
1931年（民国20年）、満洲事変（九・一八事変）が勃発すると、鄒韜奮は『生活』で連載記事を執筆し、社会に向けて抗日の団結を呼びかけた。しかし、蔣介石が安内攘外政策を推進するのを見て鄒韜奮は失望し、蔣介石や中国国民党への批判を強めることになる。国民党側でも自分たちを批判する鄒韜奮に苛立ちを隠せず、胡宗南が鄒韜奮に持論を転換するよう迫ったり、国民政府中央が『生活』の郵送を不許可としたりするなどの圧力をかけた。しかし鄒韜奮は自らの立場を変えず、また『生活』も幅広い読者の支持を集め発行され続けている。1933年（民国22年）7月には生活出版社（生活書店）を設立し、『生活』の出版体制整備を進めている。
その前の1933年（民国22年）1月、宋慶齢・蔡元培らが中国民権保障同盟を結成すると、鄒韜奮もこれに参加して執行委員に選出された。しかし6月に民権保障同盟秘書長の楊杏仏が国民党特務に暗殺され、鄒韜奮も命の危険にさらされたことから、8月に欧州視察に赴いている。同年12月、鄒韜奮が国内不在の間に『生活』は国民政府により発禁に追い込まれてしまい、さらに雑誌『新生』と改めて刊行を継続したが、やはりまもなく発禁とされてしまった。
ロンドン・スクール・オブ・エコノミクスでの聴講などを経て1935年（民国24年）8月に鄒韜奮は帰国、上海で雑誌『大衆生活』を創刊してジャーナリスト活動を再開する。同年12月、上海各界救国会が成立すると執行委員に選出された。1936年（民国25年）2月、『大衆生活』も国民政府により発禁され、鄒韜奮は香港に移り6月に『生活日報』を創刊したが、これもまもなく取締りの厳しさから廃刊に追い込まれた。

### 七君子事件

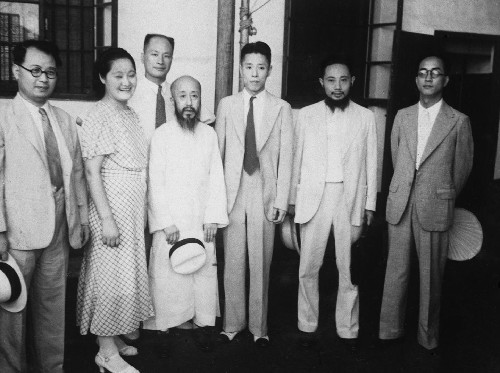
抗日七君子
左より王造時、史良、章乃器、沈鈞儒、沙千里、李公樸、鄒韜奮。

その直前の同年5月に、鄒韜奮は全国各界救国聯合会執行委員に選出される。7月には、章乃器・沈鈞儒・陶行知と4人で「団結禦侮に関する幾つかの条件と最低限の要求」（原文「團結禦侮的幾個基本條件和最低要求」）を発表し、国民党と中国共産党の双方に向けて、自らの政治姿勢を改め共同で抗日に向かうよう呼びかけた。
しかし同年11月22日、鄒韜奮・章乃器・沈鈞儒に加え、李公樸・王造時・沙千里・史良は国民党により逮捕され、蘇州の江蘇高等法院看守所に収監された。いわゆる「七君子事件」である。この逮捕には世論が激しく反発したが、蔣介石らはあくまでも裁判により判決を下そうと目論んだ。しかし盧溝橋事件による日中戦争（抗日戦争）勃発を経た1937年（民国26年）7月31日に、ついに世論の非難に抗し切れなくなった国民党により、7人は釈放されている。
釈放された鄒韜奮は上海で新たに『抗戦』三日刊を創刊し、抗日団結を社会に呼びかける一方、共産党を支持し、国民党を非難する言論を展開した。上海陥落後も武漢に移って刊行を継続し、1938年（民国27年）7月には柳湜が主編を務めていた『全民周刊』と合併して『全民抗戦』三日刊を創刊している。また、鄒韜奮は国民参政会第1期参政員にも選出されている。

### 最晩年
その後も鄒韜奮は国民政府から圧力・弾圧を受けながらも言論活動を継続する。1941年（民国30年）1月には参政員を辞して共産党の東江遊撃区や蘇北解放区などの実情視察に赴く。このときの視察により、鄒韜奮はますます共産党への支持・傾倒を強めることになった。
1943年（民国32年）、鄒韜奮は耳の疾患の治療のため、秘密裏に上海に赴いた。しかしここで病状が悪化、1944年（民国33年）7月24日、そのまま上海で死去した。享年50（満48歳）。鄒韜奮の遺嘱に基づき同年9月、中共中央はその共産党入党を承認している。